# کولاشنه
کولاشنه (به لهستانی:  Kulaszne) یک روستا در لهستان است که در گمینا کومانگچا واقع شده‌است.
 کولاشنه  ۲۲۰ نفر جمعیت دارد.